# Гастон Чиррен
Гастон Чиррен (Gaston Tschirren, 3 лютого 1906, Лозанна — 26 лютого 1983, Женева) — швейцарський футболіст, що грав на позиції правого крайнього нападника. Відомий за виступами за «Грассгоппер», «Лозанну», а також національну збірну Швейцарії. В 1950-х роках двічі тренував збірну Швейцарії.

## Клубна кар'єра
На клубному рівні грав у складі команди «Грассгоппер». За цей час двічі виборював титул чемпіона Швейцарії в 1927 і 1928 роках. Володар Кубка Швейцарії 1926 і 1927 років. У фіналі 1927 року забив два голи у ворота «Янг Фелловз» (3:1). Фіналіст кубка 1928 року.
В сезоні 1930-31 грав за клуб «Серветт», в складі якого провів 17 матчів і забив 4 голи в чемпіонаті. Влітку 1930 року був учасником Кубка Націй. Це престижне футбольне клубне змагання було організоване клубом «Серветт» на честь відкриття стадіону «Стад-де-Шарміль». Запрошення отримали 12 провідних футбольних федерацій Європи того часу. Відмовились Англія і Португалія, а інші десять країн делегували своїх представників, причому, діючих чемпіонів або володарів національних кубків (винятком стала лише Іспанія, яку представляв «Реал Уніон», що став шостим у чемпіонаті, але цей клуб був підсилений кількома гравцями з інших іспанських команд). В першому раунді «Серветт» розгромно програв австрійській «Вієнні» з рахунком 0:7. Але формат змагань був таким, що команди, які поступились у першій грі, потрапляли в додатковий раунд. Господарі обіграли бельгійський «Серкль» (Брюгге) з рахунком 2:1 (Чиррен забив перший гол своєї команди) і вийшли в чвертьфінал, де переграли сильну італійську «Болонью» — 4:1. В півфіналі «Серветт» поступився з рахунком 0:3 угорському «Уйпешту», майбутньому чемпіону. В матчі за 3 місце швейцарці вдруге програли з великим рахунком «Вієнні» — 1:5.
Пізніше Чиррен виступав за «Лозанну», з якою виборював титул чемпіона Швейцарії 1932 року.

## Виступи за збірну
В складі національної збірної Швейцарії грав з 1926 по 1932 рік. Провів у її формі загалом 15 матчів і забив 1 гол. Був учасником футбольного турніру на Олімпійських іграх 1928 року у Амстердамі, де його збірна в першому ж матчі 1/8 фіналу поступилась Німеччині (0:4).

## Тренерська кар'єра
Двічі очолював збірну Швейцарії: в 1950 році, а також в 1951—1953 роках. Загалом тренував команду в 25 матчах. Обидва рази входив до тренерської ради, що складалась з трьох наставників.

## Титули і досягнення
- Чемпіон Швейцарії (3):

«Грассгоппер»: 1926–1927, 1927–1928
«Лозанна»: 1931–1932
- Володар Кубка Швейцарії (2):

«Грассгоппер»: 1925–1926, 1926–1927